# Civière de relevage à lames

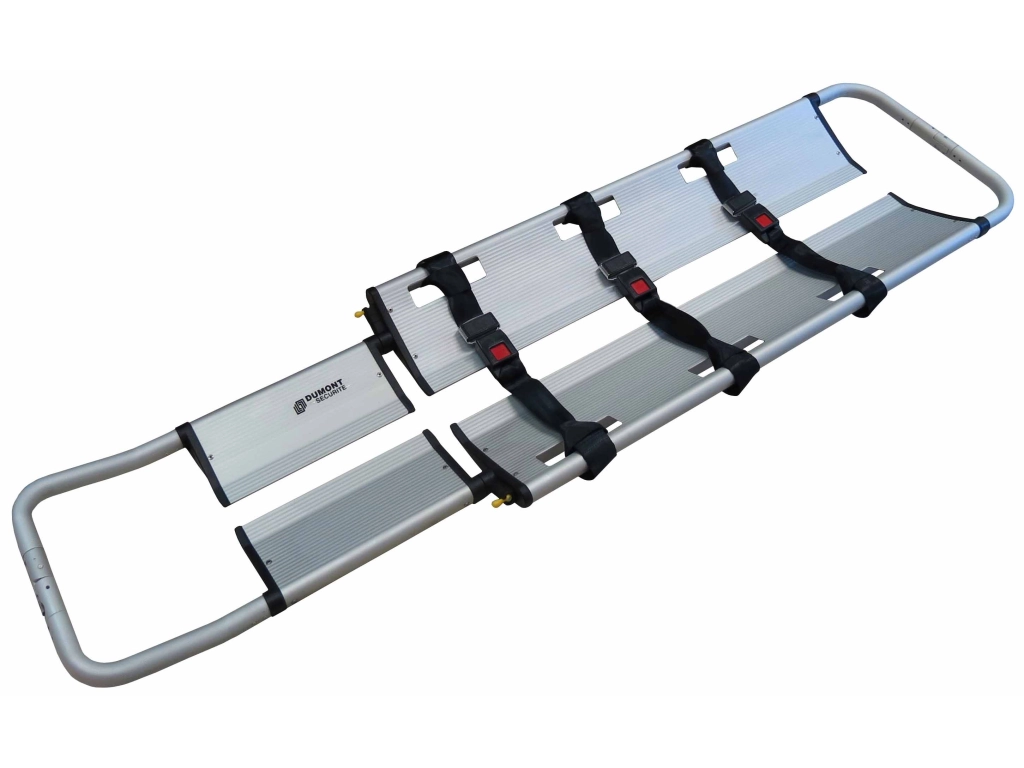

La civière de relevage à lames, ou civière à aubes, est un portoir permettant le relevage d'une victime dans des conditions de terrain difficiles ; on parle en anglais de scoop stretcher, littéralement « civière de ramassage », et les suisses utilisent le terme « pelle de relevage » ; on parle aussi de brancard cuiller (appellation très souvent déformée, à tort, par "brancard cuillère"[pourquoi ?]).

## Description et mise en œuvre
Cette civière se compose d'une structure tubulaire réglable en longueur et qui se sépare en deux. Des lames, profilées en forme d'aube de moulin à eau, sont fixées sur les tubes. L'ensemble peut être en métal, ou bien le tube est en métal et les aubes sont en plastique avec armature de métal.
Pour relever une victime, on ajuste la longueur de la civière, puis on la sépare en deux. On vient positionner les demi-civières de chaque côté de la victime, de sorte que les lames passent sous elle, puis on clipse les deux moitiés. On peut ainsi soulever l'ensemble civière-victime en tenant la tubulure, les lames soutenant la victime.

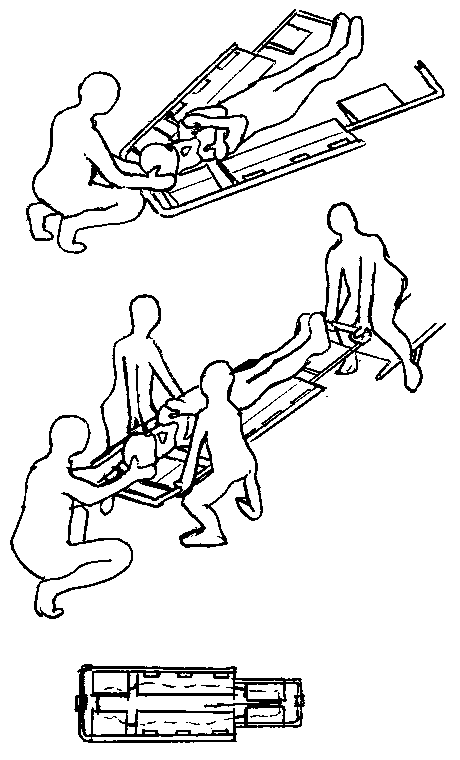
L'image du haut montre la mise en place, l'image du milieu le relevage, et l'image du bas une vue de dessous

Le principal problème de la mise en place est l'engagement des aubes sous la victime ; cette opération risque de pincer les vêtements ou les parties charnues et donc de faire bouger la victime. Pour éviter cela, on allège le poids de la victime en tirant les vêtements vers le haut, sans toutefois la bouger.

## Utilisation
Ce dispositif est particulièrement intéressant dans le cas d'une victime pour laquelle on soupçonne un traumatisme rachidien ou du bassin : en effet, le profil des lames permet de mobiliser au minimum la victime, contrairement aux mains que l'on doit glisser sous le bassin et les épaules pour un relevage classique.
Le dispositif est également utile lorsqu'il est difficile de placer ses pieds de chaque côté de la victime, par exemple si elle est contre un mur, dans un lieu surbaissé (sous un véhicule) ou sur des rails de chemin de fer.
Les matériaux étant résistants et facilement lavables, l'utilisation est donc également indiquée pour des victimes ayant une hygiène douteuse, les victimes contaminées ou bien pour les cadavres, notamment en voie de putréfaction.
Ce dispositif permet de faire un relevage avec seulement deux sauveteurs, un tenant la civière à la tête, l'autre aux pieds.
Éventuellement, la civière à aubes peut être utilisée pour le transport, en attachant la victime avec des sangles ; toutefois, cette solution est peu confortable, il vaut mieux effectuer le transport avec un matelas immobilisateur à dépression, ou à défaut un plan dur. Il suffit alors de poser la civière à aubes sur le dispositif de transport, puis de l'ouvrir.